# Saison 2021-2022 du Rodez Aveyron Football
Chronologie
Saison précédente Saison suivante
Le Rodez Aveyron Football entame sa troisième saison dans l'antichambre du football français. Après avoir terminé à la 15e place, le club se retrouve donc engagé en Ligue 2 et en Coupe de France.

## Classement
| Rang | Équipe                         | Pts | J  | G  | N  | P  | Bp | Bc | Diff | Promotion, qualification ou relégation |
| ---- | ------------------------------ | --- | -- | -- | -- | -- | -- | -- | ---- | -------------------------------------- |
| 15   | Grenoble Foot 38               | 44  | 38 | 12 | 8  | 18 | 32 | 44 | −12  |                                        |
| 16   | Valenciennes FC                | 44  | 38 | 10 | 14 | 14 | 34 | 47 | −13  |                                        |
| 17   | Rodez AF                       | 43  | 38 | 10 | 13 | 15 | 32 | 42 | −10  |                                        |
| 18   | Quevilly Rouen Métropole P (O) | 40  | 38 | 10 | 10 | 18 | 33 | 50 | −17  | Participation au barrage de relégation |
| 19   | USL Dunkerque (R)              | 31  | 38 | 8  | 7  | 23 | 28 | 53 | −25  | Relégation en National                 |

## Statistiques

### Individuelles

#### Buteurs

##### En Ligue 2
| Classement (club) | Classement (Ligue 2) | Joueur            | Poste     | Nombre total de buts | ...dont penaltys | Un but toutes les... |
| ----------------- | -------------------- | ----------------- | --------- | -------------------- | ---------------- | -------------------- |
| 1er               | 68e                  | Lucas Buades      | Attaquant | 4                    | 0                | 714 min              |
| 2e                | 74e                  | Clément Depres    | Attaquant | 4                    | 1                | 409 min (3e)         |
| 3e                | 107e                 | Bradley Danger    | Milieu    | 3                    | 1                | 971 min              |
| 4e                | 113e                 | Rémy Boissier     | Milieu    | 2                    | 0                | 1476 min             |
| 5e                | 131e                 | Killian Corredor  | Attaquant | 2                    | 0                | 297 min (1er)        |
| 6e                | 135e                 | Florian David     | Attaquant | 2                    | 0                | 534 min              |
| 7e                | 137e                 | Malaly Dembélé    | Attaquant | 2                    | 0                | 751 min              |
| 8e                | 138e                 | Julien Célestine  | Défenseur | 2                    | 0                | 1270 min             |
| 9e                | 146e                 | Arni Vilhjalmsson | Attaquant | 2                    | 0                | 400 min (2e)         |
| 10e               | 150e                 | Joris Chougrani   | Défenseur | 2                    | 0                | 901 min              |
| 11e               | 164e                 | Jordan Leborgne   | Milieu    | 2                    | 2                | 972 min              |
| 12e               | 166e                 | Nassim Ouammou    | Milieu    | 1                    | 0                | 2264 min             |
| 13e               | 183e                 | Alan Kerouedan    | Attaquant | 1                    | 0                | 447 min              |

##### Toutes compétitions confondues
| Classement | Joueur            | Poste     | Nombre total de buts | ...dont penaltys |
| ---------- | ----------------- | --------- | -------------------- | ---------------- |
| 1er        | Lucas Buades      | Attaquant | 4                    | 0                |
| 1er        | Joris Chougrani   | Défenseur | 4                    | 0                |
| 3e         | Clément Depres    | Attaquant | 4                    | 1                |
| 4e         | Florian David     | Attaquant | 3                    | 0                |
| 5e         | Bradley Danger    | Milieu    | 3                    | 1                |
| 6e         | Rémy Boissier     | Milieu    | 2                    | 0                |
| 6e         | Killian Corredor  | Attaquant | 2                    | 0                |
| 6e         | Malaly Dembélé    | Attaquant | 2                    | 0                |
| 6e         | Julien Célestine  | Défenseur | 2                    | 0                |
| 6e         | Arni Vilhjalmsson | Attaquant | 2                    | 0                |
| 11e        | Jordan Leborgne   | Milieu    | 2                    | 2                |
| 12e        | Nassim Ouammou    | Milieu    | 1                    | 0                |
| 12e        | Alan Kerouedan    | Attaquant | 1                    | 0                |

#### Passeurs

##### En Ligue 2
| Classement (club) | Classement (Ligue 2) | Joueur           | Poste     | Nombre total de passes décisives | ...dont ceux sur coup de pied arrêtés | Une passe décisive toutes les... |
| ----------------- | -------------------- | ---------------- | --------- | -------------------------------- | ------------------------------------- | -------------------------------- |
| 1er               | 23e                  | Rémy Boissier    | Milieu    | 5                                | 4                                     | 590 min                          |
| 2e                | 40e                  | Nassim Ouammou   | Milieu    | 4                                | 2                                     | 566 min (3e)                     |
| 3e                | 49e                  | Johann Obiang    | Milieu    | 3                                | 0                                     | 569 min                          |
| 4e                | 105e                 | Jordan Leborgne  | Milieu    | 2                                | 0                                     | 972 min                          |
| 5e                | 123e                 | Lucas Buades     | Attaquant | 2                                | 0                                     | 1428 min                         |
| 6e                | 130e                 | Lorenzo Rajot    | Milieu    | 2                                | 1                                     | 549 min (2e)                     |
| 7e                | 150e                 | Alan Kerouedan   | Attaquant | 1                                | 0                                     | 447 min (1er)                    |
| 8e                | 159e                 | Killian Corredor | Attaquant | 1                                | 0                                     | 595 min                          |
| 9e                | 180e                 | Florian David    | Attaquant | 1                                | 0                                     | 1069 min                         |
| 10e               | 192e                 | Malaly Dembélé   | Attaquant | 1                                | 0                                     | 1502 min                         |
| 11e               | 221e                 | Julien Célestine | Défenseur | 1                                | 0                                     | 2520 min                         |

### Collectives

#### En Ligue 2
- Meilleur classement[3] : 7e (J17-18)
- Pire classement[3] : 20e (J1)
- Plus grand écart de points avec le barragiste[3] : + 8 (J7)
- Plus grand écart de points avec le 17e [3]: - 3 (J35)
- Plus grande série de victoires : 3 (J36 à 38)
- Plus grande série de matchs nuls : 2 (J3-4 / J18-19 / J22-23 / J28-29)
- Plus grande série de défaites : 2 (J8-9 / J11-12 / J20-21 / J26-27 / J32-33)
- Plus grande série de matchs sans défaite : 6 (J2 à 7)
- Plus grande série de matchs sans victoire : 18 (J18 à 35)
- Plus large victoire : 1-4 (contre Valenciennes [J5]) / 3-0 (contre Quevilly-Rouen [J14])
- Plus large défaite : 4-0 (contre Caen [J1] et Pau [J20])
- Plus grande série de matchs en marquant au moins un but : 5 (J34 à 38)
- Plus grande série de matchs sans marquer : 6 (J19 à 24)
- But le plus rapidement marqué par le RAF :   9e (par Clément Depres contre Guingamp [J11])
- But le plus rapidement encaissé :   2e (par Alexandre Mendy pour Caen [J1]) /   2e (par Mahamé Siby pour Paris FC [J15])
- But le plus tardivement marqué par le RAF :   90+5e (par Clément Depres contre Guingamp [J29])
- But le plus tardivement encaissé :   90+3e (par Elias Mar Omarsson pour Nîmes [J35])
- Joueur du RAF ayant marqué un doublé : Lucas Buades (contre Valenciennes [J5])
- Joueur adverse ayant marqué un doublé : Gauthier Hein (pour Auxerre [J27]), Elias Mar Omarsson (pour Nîmes [J35])
- Joueur du RAF ayant marqué un triplé : aucun
- Joueur adverse ayant marqué un triplé : Alexandre Mendy (pour Caen [J1])
- Rencontre avec le plus de buts marqués par le RAF : 4 (victoire 1-4 contre Valenciennes [J5])
- Rencontre avec le plus de buts encaissés : 4 (défaites 4-0 contre Caen [J1] et Pau [J20])
- Rencontre la plus prolifique en buts : 5 (victoire 1-4 contre Valenciennes [J5] / défaite 3-2 contre Nîmes [J35])
- Rencontre la moins prolifique : 0 (contre Le Havre [J4], Bastia [J19], Le Havre [J22], Valenciennes [J23] et Grenoble [J28])

#### Toutes compétitions confondues
- Plus large victoire : 1-4 (contre Valenciennes [L2 J5]) / 3-0 (contre Quevilly-Rouen [L2 J14])
- Plus large défaite : 4-0 (contre Caen [L2 J1] et Pau [L2 J20])
- Plus grande série de victoires : 3 (L2 J36 à 38)
- Plus grande série de matchs nuls : 2 (L2 J3-4 / L2 J18-19 / L2 J22-23 / L2 J28-29)
- Plus grande série de défaites : 2 (L2 J8-9 / L2 J11-12 / L2 J20-21 / L2 J26-27 / L2 J32-33)
- But le plus rapidement marqué par le RAF :   9e (par Clément Depres contre Guingamp [L2 J11])
- But le plus rapidement encaissé :   2e (par Alexandre Mendy pour Caen [L2 J1]) /   2e (par Mahamé Siby pour Paris FC [L2 J15])
- But le plus tardivement marqué par le RAF :   90+5e (par Clément Depres contre Guingamp [L2 J29])
- But le plus tardivement encaissé :   90+3e (par Elias Mar Omarsson pour Nîmes [L2 J35])
- Joueur du RAF ayant marqué un doublé : Lucas Buades (contre Valenciennes [L2 J5]), Joris Chougrani (contre Blavozy [7e tour CDF])
- Joueur adverse ayant marqué un doublé : Gauthier Hein (pour Auxerre [L2 J27]), Elias Mar Omarsson (pour Nîmes [L2 J35])
- Joueur du RAF ayant marqué un triplé : aucun
- Joueur adverse ayant marqué un triplé : Alexandre Mendy (pour Caen [L2 J1])
- Rencontre avec le plus de buts marqués par le RAF : 4 (victoire 1-4 contre Valenciennes [L2 J5])
- Rencontre avec le plus de buts encaissés : 4 (défaites 4-0 contre Caen [L2 J1] et Pau [L2 J20])
- Rencontre la plus prolifique en buts : 5 (victoire 1-4 contre Valenciennes [L2 J5] / défaite 3-2 contre Nîmes [L2 J35])
- Rencontre la moins prolifique : 0 (contre Le Havre [L2 J4], Bastia [L2 J19], Le Havre [L2 J22], Valenciennes [L2 J23] et Grenoble [L2 J28])